# Opacus
Opacus är en specialform hos moln som används för att beteckna moln i vidsträckta flak eller skikt som till större delen är så täta att de helt döljer solen eller månen. Specialformerna translucidus och opacus utesluter varandra.
Opacus används för huvudmolnslagen altocumulus, altostratus, stratocumulus, och stratus.